# Мур (Оклахома)
Мур (англ. Moore) — місто (англ. city) в США, в окрузі Клівленд штату Оклахома. Населення — 62 793 особи (2020). За чисельністю населення є сьомим у штаті.

## Географія
Мур розташоване у центральній частині Оклахоми, фактично є південним передмістям столиці штату — Оклахома-Сіті (від центру одного міста до центру іншого — близько 14 кілометрів). Через Мур проходить велика автомагістральI-35.
Мур розташований за координатами 35°19′47″ пн. ш. 97°28′30″ зх. д. / 35.32972° пн. ш. 97.47500° зх. д. (35.329598, -97.475005).  За даними Бюро перепису населення США в 2010 році місто мало площу 57,38 км², з яких 56,51 км² — суходіл та 0,87 км² — водойми.

## Демографія

### Перепис 2010
Згідно з переписом 2010 року, у місті мешкала 55 081 особа в 20 446 домогосподарствах у складі 14 984 родин. Густота населення становила 960 осіб/км².  Було 21444 помешкання (374/км²).
Расовий склад населення:
| - 78,9 % — білих - 4,6 % — чорних або афроамериканців - 4,5 % — корінних американців - 2,3 % — азіатів - 0,1 % — вихідців з тихоокеанських островів - 3,0 % — осіб інших рас |

До двох чи більше рас належало 6,7 %. Частка іспаномовних становила 8,9 % від усіх жителів.
За віковим діапазоном населення розподілялося таким чином: 27,9 % — особи молодші 18 років, 63,5 % — особи у віці 18—64 років, 8,6 % — особи у віці 65 років та старші. Медіана віку мешканця становила 31,5 року. На 100 осіб жіночої статі у місті припадало 95,3 чоловіків;  на 100 жінок у віці від 18 років та старших — 91,6 чоловіків також старших 18 років.
Середній дохід на одне домашнє господарство  становив 67 931 долар США (медіана — 58 169), а середній дохід на одну сім'ю — 75 956 доларів (медіана — 67 831). Медіана доходів становила 45 281 долар для чоловіків та 33 924 долари для жінок. За межею бідності перебувало 10,2 % осіб, у тому числі 12,5 % дітей у віці до 18 років та 7,3 % осіб у віці 65 років та старших.
Цивільне працевлаштоване населення становило 29 979 осіб. Основні галузі зайнятості: освіта, охорона здоров'я та соціальна допомога — 22,4 %, роздрібна торгівля — 12,1 %, публічна адміністрація — 9,7 %, науковці, спеціалісти, менеджери — 8,7 %.

### Перепис 2000
Расовий склад (2000)
- білі — 84,6%
- корінні американці — 4,1%
- афроамериканці — 2,9%
- азіати — 1,6%
- уродженці тихоокеанських островів та Гаваїв — 0,1%
- інші раси — 1,8%
- змішані раси — 4,9%
- латиноамериканці (будь-якої раси) — 5,1%

Походження предків
- німці — 14,1%
- корінні американці — 14,0%
- ірландці — 12,1%
- англійці — 8,8%
- французи — 2,9%
- італійці — 2,3%